# 2MASS J00381489−6403529
2MASS J00381489-6403529 est une proche naine brune située dans la constellation du Toucan. La dernière mesure de sa parallaxe par la troisième mission du satellite Gaia permet d'estimer sa distance à environ 45,970 ± 0,571 pc (∼150 al) de la Terre. Découverte en 2015 par une équipe d'astronomes américains grâce à une spectroscopie proche infrarouge, elle est une naine M de faible masse.
L'étude recensant sa découverte suggère qu'elle fait partie d'un groupe d'objets mouvant de faible âge, le groupe Toucan-Horloge, dont l'âge est estimé entre 20 et 40 millions d'années. C'est une naine M d'une classification spectrale de M9,5 β, la lettre « β » (bêta) indiquant une gravité de surface intermédiaire, et d'une température effective de 1 700 K. Sa masse est estimée à 14,9+5,1
−0,4 MJ et son rayon à 1,70 RJ